# آبنوس (گیاه)
آبنوس (نام علمی: Diospyros ebenum) درختی است از تیره خرمالوئیان که در هند و ماداگاسکار و جزیره موریس می‌روید.
این درخت شبیه به عناب است و میوه آن مانند انگور زرد است و برگ آن مانند برگ صنوبر و عریض‌تر از آن است و تخمش مانند تخم حنا است. نوع هندی آن با خطوط سفید و نوع حبشی آن سیاه است.
چوب آبنوس تیره‌رنگ و با چگالی بسیار بالاست بطوری که در آب فرومی‌رود. از این چوب در ساخت قطعات سازهای گوناگون استفاده می‌شود. چوب آبنوس از گرانترین چوب‌های دنیا است و در صنایع مبلمان نیز کاربرد ویژه‌ای دارد.

## گونه‌ها
- آبنوس دروغی که شجرةالنحل، قصاص و قطیس نیز نامیده می‌شود، درختی است از پروانه‌واران (خرمالوئیان).[۱]
- آبنوس کیانی درختی است از تیره پروانه‌واران (خرمالوئیان)، مخصوص نواحی معتدل.[۱]